# مرقئة
المُرْقِئَة أو البِلَّان (الاسم العلمي: Sanguisorba) هي جنس من النباتات يتبع فصيلة الوردية من الرتبة الورديات.